# Andreaea semisquarrosa
Andreaea semisquarrosa là một loài rêu trong họ Andreaeaceae. Loài này được Müll. Hal. mô tả khoa học đầu tiên năm 1879.